# Tetrastichus shandongensis
Tetrastichus shandongensis är en stekelart som beskrevs av Yang 2003. Tetrastichus shandongensis ingår i släktet Tetrastichus och familjen finglanssteklar. Inga underarter finns listade i Catalogue of Life.